# Krzysztof Gulewicz
Krzysztof Gulewicz (ur. 1939) – polski profesor nauk rolniczych (1997), emerytowany pracownik naukowy Instytutu Chemii Bioorganicznej PAN, gdzie kierował Pracownią Fitochemii. Specjalizuje się w biochemii roślin. Był m.in. promotorem rozprawy doktorskiej prof. Przemysława Wojtaszka.
W 2013 r. został odznaczony Krzyżem Kawalerskim Orderu Odrodzenia Polski.